# Dicranota ferruginea
Dicranota (Rhaphidolabis) ferruginea là một loài ruồi trong họ Pediciidae. Chúng phân bố ở vùng sinh thái Palearctic.